# Serey Dié
Geoffroy Serey Dié, né le 7 novembre 1984 à Facobly, est un footballeur international ivoirien, qui joue au poste de milieu défensif au FC Sion.

## Biographie
Il est né en Côte d'Ivoire, dans la région du Guémon.
Il arrive en Tunisie en 2005 en tant qu'étudiant, où il travaille comme jardinier. Il se fait remarquer lors d'un tournoi à La Marsa. Il effectue un essai concluant a l'EOGK, un club modeste de la banlieue de Tunis, jouant une saison dans la ligue tunisienne. Il fut transféré a l'ES Sétif pour la modique somme de 3 000 euros.
Milieu de terrain défensif, Serey Die rejoint le club suisse du FC Sion en 2008. Il remporte deux coupes de Suisse avec ce club (en 2009 et 2011), mais s'y illustre également par cinq expulsions en deux saisons.
En mars 2010, il est soupçonné d'avoir truqué des matches, mais est très vite innocenté.
En mai 2012, à la fin d'un match contre le FC Lausanne-Sport, Serey Dié gifle un ramasseur de balles de 13 ans qui, selon lui, ne rendait pas le ballon assez vite. Bien qu'il se soit excusé auprès de l'adolescent, le père de ce dernier dépose plainte et Serey Dié doit passer devant une commission de discipline.
Le 2 février 2015, Serey Dié s'engage avec le VfB Stuttgart. La même année, il remporte la Coupe d'Afrique des Nations avec les éléphants de Côte d'Ivoire, à la suite d'une séance de tirs au but contre le Ghana.
En 2016, il s'engage au FC Bâle.
En 2019, il rate le tir au but qui a permis à l'Algérie de se qualifier pour les demi-finales de la Coupe d'Afrique des Nations, éliminant ainsi la sélection ivoirienne.

## Statistiques
| Saison                | Club                       | Championnat           | Championnat | Championnat | Coupe(s) nationale(s) | Coupe(s) nationale(s) | Compétition(s) continentale(s) | Compétition(s) continentale(s) | Compétition(s) continentale(s) | Autres compétitions | Autres compétitions | Autres compétitions | Total | Total |
| Saison                | Club                       | Division              | M.          | B.          | M.                    | B.                    | Comp.                          | M.                             | B.                             | Comp.               | M.                  | B.                  | M.    | B.    |
| 2007-2008             | ES Sétif                   | Division 1            | 11          | 1           | 1                     | 0                     | C1                             | 4                              | 1                              | ACL                 | 7                   | 0                   | 23    | 2     |
| 2008-2009             | FC Sion                    | Super League          | 30          | 0           | 5                     | 0                     | -                              | -                              | -                              | -                   | -                   | -                   | 35    | 0     |
| 2009-2010             | FC Sion                    | Super League          | 30          | 2           | 1                     | 0                     | C3                             | 2                              | 0                              | -                   | -                   | -                   | 33    | 2     |
| 2010-2011             | FC Sion                    | Super League          | 13          | 0           | 3                     | 0                     | -                              | -                              | -                              | -                   | -                   | -                   | 16    | 0     |
| 2011-2012             | FC Sion                    | Super League          | 30          | 1           | 4                     | 0                     | C3                             | 2                              | 0                              | PO                  | 2                   | 0                   | 38    | 1     |
| 2012-2013             | FC Sion                    | Super League          | 12          | 1           | 1                     | 1                     | -                              | -                              | -                              | -                   | -                   | -                   | 13    | 2     |
| Sous-total            | Sous-total                 | Sous-total            | 115         | 5           | 14                    | 0                     | -                              | 4                              | 0                              | -                   | 2                   | 0                   | 135   | 5     |
| 2012-2013             | FC Bâle                    | Super League          | 14          | 1           | 3                     | 0                     | C3                             | 7                              | 0                              | -                   | -                   | -                   | 24    | 1     |
| 2013-2014             | FC Bâle                    | Super League          | 22          | 2           | 3                     | 0                     | C1+C3                          | 4+5                            | 0+0                            | -                   | -                   | -                   | 34    | 2     |
| 2014-2015             | FC Bâle                    | Super League          | 7           | 0           | 2                     | 0                     | C1                             | 2                              | 0                              | -                   | -                   | -                   | 11    | 0     |
| Sous-total            | Sous-total                 | Sous-total            | 43          | 3           | 8                     | 0                     | -                              | 18                             | 0                              | -                   | -                   | -                   | 69    | 3     |
| 2014-2015             | VfB Stuttgart              | Bundesliga            | 13          | 0           | -                     | -                     | -                              | -                              | -                              | -                   | -                   | -                   | 13    | 0     |
| 2015-2016             | VfB Stuttgart              | Bundesliga            | 23          | 1           | 2                     | 0                     | -                              | -                              | -                              | -                   | -                   | -                   | 25    | 1     |
| Sous-total            | Sous-total                 | Sous-total            | 36          | 1           | 2                     | 0                     | -                              | -                              | -                              | -                   | -                   | -                   | 38    | 1     |
| 2016-2017             | FC Bâle                    | Super League          | 16          | 1           | 4                     | 0                     | C1                             | 3                              | 0                              | -                   | -                   | -                   | 23    | 1     |
| 2017-2018             | FC Bâle                    | Super League          | 24          | 1           | 2                     | 0                     | C1                             | 5                              | 0                              | -                   | -                   | -                   | 31    | 1     |
| 2018-2019             | FC Bâle                    | Super League          | 12          | 1           | 1                     | 0                     | C1+C3                          | 2+3                            | 0                              | -                   | -                   | -                   | 18    | 1     |
| Sous-total            | Sous-total                 | Sous-total            | 52          | 3           | 7                     | 0                     | -                              | 13                             | 0                              | -                   | -                   | -                   | 72    | 3     |
| 2018-2019             | Neuchâtel Xamax FCS (prêt) | Super League          | 10          | 1           | -                     | -                     | -                              | -                              | -                              | PO                  | 2                   | 1                   | 12    | 2     |
| 2019-2020             | Neuchâtel Xamax FCS        | Super League          | 5           | 1           | -                     | -                     | -                              | -                              | -                              | -                   | -                   | -                   | 5     | 1     |
| Sous-total            | Sous-total                 | Sous-total            | 15          | 2           | -                     | -                     | -                              | -                              | -                              | -                   | 2                   | 1                   | 17    | 3     |
| 2019-2020             | FC Aarau                   | Challenge League      | 10          | 0           | -                     | -                     | -                              | -                              | -                              | -                   | -                   | -                   | 10    | 0     |
| 2020-2021             | FC Sion                    | Super League          | 24          | 1           | 2                     | 0                     | -                              | -                              | -                              | PO                  | 2                   | 0                   | 28    | 1     |
| 2021-2022             | FC Sion                    | Super League          | 10          | 0           | 1                     | 0                     | -                              | -                              | -                              | -                   | -                   | -                   | 11    | 0     |
| Sous-total            | Sous-total                 | Sous-total            | 34          | 1           | 3                     | 0                     | -                              | -                              | -                              | -                   | 2                   | 0                   | 39    | 1     |
| Total sur la carrière | Total sur la carrière      | Total sur la carrière | 316         | 15          | 35                    | 1                     | -                              | 39                             | 1                              | -                   | 13                  | 1                   | 403   | 18    |

## Palmarès
| ES Sétif (1)                         | FC Sion (2)                                  | FC Bâle (4) | Côte d'Ivoire (1)                                |
| ------------------------------------ | -------------------------------------------- | --- | ------------------------------------------------ |

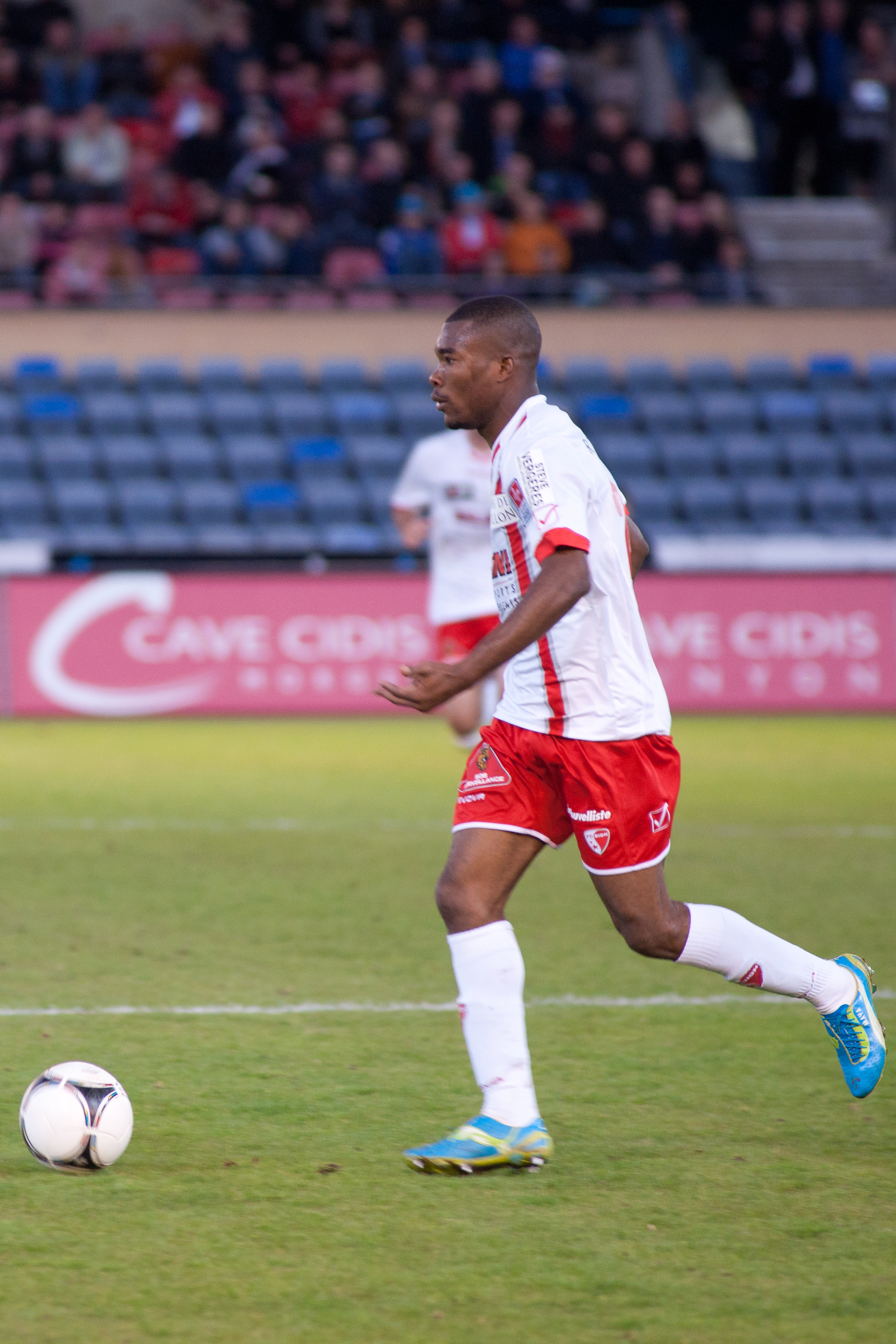
Serey Dié avec le FC Sion en 2012

| - Coupe de l'UAFA - Vainqueur : 2008 | - Coupe de Suisse - Vainqueur : 2009 et 2011 | - Championnat de Suisse : - Vainqueur : 2013, 2014, 2015 et 2017 - Vice-champion : 2018 - Coupe de Suisse - Vainqueur : 2017 - Finaliste : 2013, 2014 | - Coupe d'Afrique des nations - Vainqueur : 2015 |

### Distinctions personnelles
- Figure dans l'équipe type de la Coupe d'Afrique des nations 2015[13]